# Tízezer szent
A Tízezer szent (eredeti cím: Ten Thousand Saints) 2015-ös amerikai filmdráma, amelyet Shari Springer Berman és Robert Pulcini írt és rendezett. A film Eleanor Henderson azonos című regénye alapján készült. A főszerepet Asa Butterfield játssza.
A film premierje a 2015-ös Sundance Filmfesztiválon volt 2015. január 23-án.

## Rövid történet
Egy vermonti tinédzser New Yorkba költözik, hogy apjával éljen East Village-ben.

## Szereplők
- Asa Butterfield – Jude Keffy-Horn
- Avan Jogia – Teddy McNicholas
- Hailee Steinfeld – Eliza Urbanski
- Ethan Hawke – Les Keffy
- Emile Hirsch – Johnny
- Julianne Nicholson – Harriet Horn
- Emily Mortimer – Di Urbanski
- Nadia Alexander – Prudence Keffy-Horn

## Megjelenés
A film világpremierje a Sundance Filmfesztiválon volt 2015. január 23-án. Nem sokkal a bemutatás után a Screen Media Films megszerezte a film összes forgalmazási jogát. A filmet 2015. június 17-én mutatták be a Provincetown Nemzetközi Filmfesztiválon. A filmet 2015. augusztus 14-én mutatták be korlátozott számban és Video on Demand formátumban.